# Kiku-7
O Kiku-7, também conhecido por seu seu nome técnico ETS-VII (acrônimo de Engineering Test Satellite-VII), foi um satélite japonês que era de propriedade da NASDA.

## Lançamento
O satélite foi lançado com sucesso ao espaço no dia 28 de Novembro de 1997, por meio de um veículo H-II a partir do Centro Espacial de Tanegashima, no Japão. Ele tinha uma massa de lançamento de 2860 kg.

## Características
O satélite foi colocado em uma órbita terrestre baixa de 550 km, com uma inclinação de 35°. Sua missão foi testar as tecnologias necessárias para encontro orbital automático, de acoplagem e de implementação de robôs no espaço. O Kiku-7 era composto por dois sub-satélites - o caçador (Hikoboshi) e o alvo (Orihime) - que se separou após o lançamento. Três nomeações automática e remotamente pilotadas foram concluídas com êxito; diferentes tarefas foram realizadas utilizando as seis longas articulações do braço de 2,5 metros instalado no caçador, como manipulação de peças pequenas, enchendo um tanque com propulsores. Ambos os satélites eram equipados com painéis solares cuboide e representando um peso total de 2,86 toneladas. O caçador tinha uma massa de 2,5 toneladas, enquanto o alvo contava com uma massa de 400 kg.